# Centertidningar
Centertidningar var en tidningskoncern ägd av Centerpartiet fram till 2005, då den såldes. Koncernen ägde flera av Sveriges stora lokaltidningar.

## Historia
Tidningskoncernen hade sina rötter dels i olika tidningar som Bondeförbundet startade i början av 1900-talet, dels i olika tidningar som Centertidningar förvärvade igenom åren. Koncernen sågs under 1970-talet som en motvikt till den socialdemokratiska A-pressen, men blev senare den enda tidningskoncernen ägt av ett parti då A-pressen gick i konkurs och Vänsterpartiets tidning Ny Dag lades ned i början av 1990-talet.
År 1973 köpte Centerpartiet Armas Morbys tidningsinnehav bestående av Länstidningen i Södertälje, Nynäshamns Posten, Norrtelje Tidning, Södermanlands Nyheter och Nacka-Saltsjöbadens Tidning. Detta blev grunden för tidningskoncernen Centertidningar.
Under 1975 köpte de även Östersunds-Posten och Hallands Nyheter. Lidingö Tidning och Hudiksvalls Tidning köptes på 1990-talet. Hudiksvalls Tidning bildade 1999 bolaget Hälsingetidningar med Ljusdalsposten och Hälsingekuriren.
Centerpartiet sålde i oktober 2005 koncernen till Mittmedia, Tidningsaktiebolaget Stampen, Morgonpress Invest AB och Vestmanlands Läns Tidning (VLT) för köpesumman 1,815 miljarder kronor. Koncernen delades upp och de enskilda tidningarna organiserades som dotterbolag till köparna, utifrån en geografisk indelning. Försäljningen markerade slutet på den svenska partiägda dagspressen.

## Tidningar
| Tidning                    | Köptes | Senare ägare                                                          |
| -------------------------- | ------ | --------------------------------------------------------------------- |
| Länstidningen i Södertälje | 1973   | Såld till VLT AB 2005, Promedia 2007, Mittmedia 2015.                 |
| Nynäshamns Posten          | 1973   | Såld till VLT AB 2005, Promedia 2007, Mittmedia 2015.                 |
| Norrtelje Tidning          | 1973   | Såld till VLT AB 2005, Promedia 2007, Mittmedia 2015.                 |
| Södermanlands Nyheter      | 1973   | Samägd av Stampen och VLT AB 2005, Eskilstuna-Kuriren 2007, NTM 2019. |
| Östersunds-Posten          | 1975   | Såld till Mittmedia 2005.                                             |
| Hallands Nyheter           | 1975   | Såld till Stampen 2005.                                               |
| Lidingö Tidning            | 1993   | Såld till VLT AB 2005, Mitt i 2010, nedlagd 2017.                     |
| Hudiksvalls Tidning        | 1994   | Såld till Hälsingetidningar 1999, sålt till Mittmedia 2005.           |
| Idrottsbladet Motorsport   |        | Såld till VLT AB 2005, Hjemmet Mortensen 2006, nedlagd.               |

## Tryckerier
Utöver tidningarna ingick även tidningarnas tryckerier i koncernen.

### Tabloidtryck i Norden
År 2002 började koncernen samla sina tryckerier under bolaget Tabloidtryck i Norden AB. Tryckerierna Norrtälje och Södertälje ingick i Tabloidtryck i Norden från starten 2002, en ny anläggning i Östersund togs i bruk år 2004.
I samband med övertagandet av Centertidningar år 2005 slogs Tabloidtryck ihop med VLT Press och dåvarande V-Tab till ett förstorat V-Tab. År 2006 sålde V-Tab anläggningen i Östersund till GD Media som ingick i Mittmedia som även hade tagit över Östersunds-Posten. Tryckeriet i Norrtälje lades ner i december 2014.

### Övrig tryckeriverksamhet
Utöver Tabloidtryck i Norden ägde Centertidningar även Österbergs & Sörmlandstryck i Nyköping och Hallands Nyheter Civiltryckeri. Hallands Nyheter Civiltryckeri såldes till V-Tab den 1 april 2006, medan tidningens tidningstryckeri lades ner år 2007. Österbergs & Sörmlandstryck heter efter en fusion år 2012 enbart Österbergs tryckeri.